# Каристии

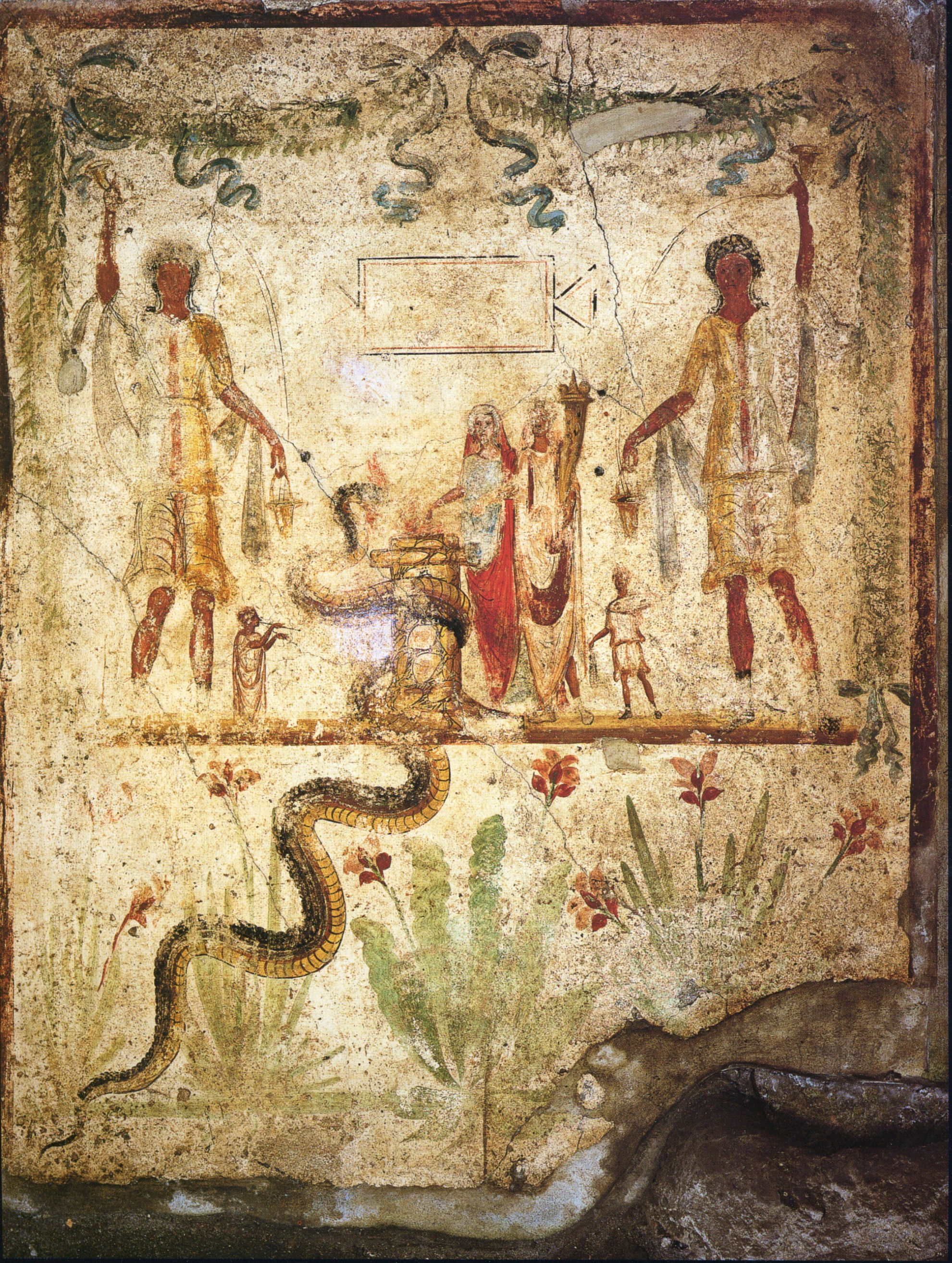
Римская фреска из ларария дома Юлия Полибия (IX 13,3) в Помпеях.

Каристии (или Харистии; лат. Charistia) — древнеримский праздник, относившийся к числу «родительских» и замыкавший так называемые паренталии (dies parentales; родительские дни); приходился на 22 февраля.
Праздник был днём радости и вознесения богам молитв за живущих; на него приглашались лишь родственники и члены семьи: в день каристий улаживались или на время забывались все семейные раздоры и неурядицы. Праздник принадлежал к категории feriaè privatae (частных празднеств) и производил своё имя от Carus (милый), на что указывает другое его наименование — Cara cognatio. Наименование «харистии» основывается на неверном объяснении слова, которое производили от греческого глагола Χαρίξεσδαι (угождать, прощать). Замужние женщины на празднике особо чтили богиню Конкордию, покровительницу единодушия родных, особенно супругов.